# Circonvallazione esterna

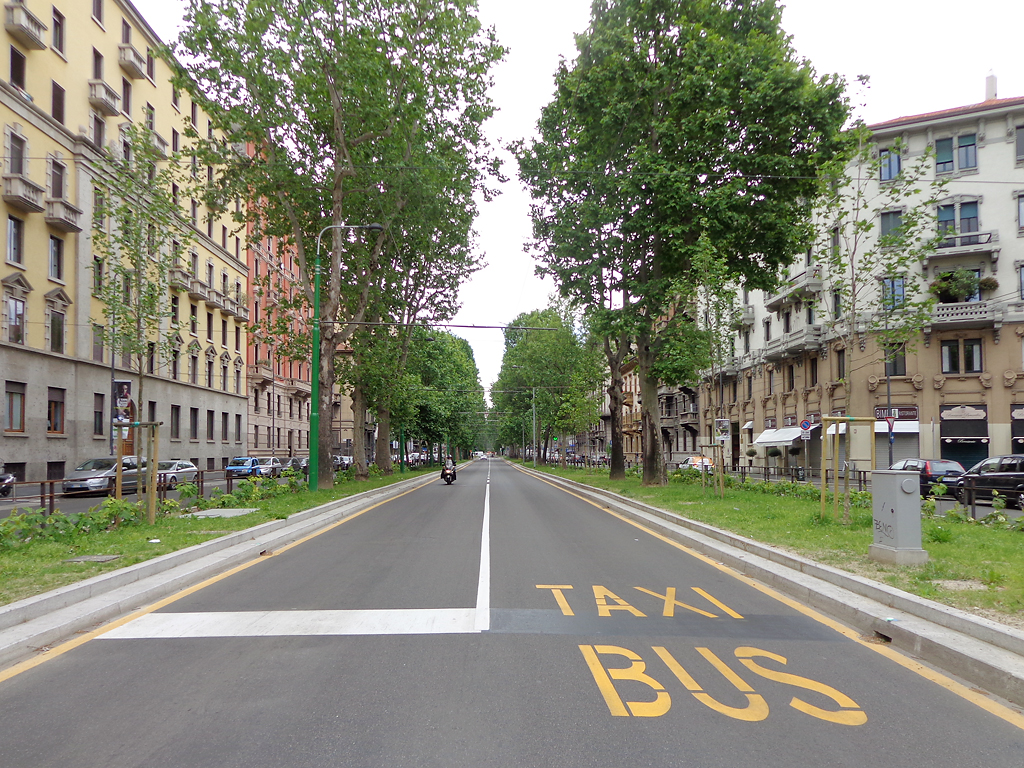
Viale Abruzzi, Teil der Circonvallazione esterna

Die Circonvallazione esterna (etwa: „äußere Ringstraße“) ist eine wichtige Ringstraße der italienischen Großstadt Mailand.
Die 40 Meter breite Straße wurde von Cesare Beruto in seinem Stadterweiterungsplan von 1889 entworfen und in den folgenden Jahrzehnten realisiert. Erst 1939 konnte der Ring dank der neuen Ghisolfa-Brücke geschlossen werden.
Der Name wurde in Anlehnung an die alte Circonvallazione gewählt, die Ringstraße entlang der Spanischen Stadtmauern, die seitdem als Circonvallazione interna („innere Ringstraße“) bezeichnet wurde.
Die Circonvallazione esterna ist heute nach wie vor ein sehr wichtiger Verkehrsträger: Auch im städtischen ÖPNV-System spielt sie eine wichtige Rolle: Sie wird größtenteils von den stark befahrenen Obuslinien 90/91 und 92 genutzt.